# Буковинська радикальна партія
Буковинська радикальна партія - українська партія, утворена  16 червня 1906 в результаті виокремлення лівого крила політичної партії "Національна рада русинів на Буковині". Головою партії був Галіп Т.М., який у той час працював адвокатом у Чернівцях.